# Tim im Kongo
Tim im Kongo (franz. Originaltitel: Tintin au Congo) ist ein Comicalbum aus der Reihe Tim und Struppi des belgischen Zeichners Hergé, das zunächst von 1930 bis 1931 als Fortsetzungsgeschichte in der Kinderbeilage Le Petit Vingtième der belgischen Zeitung Le Vingtième Siècle und 1931 als Album in Schwarz-weiß erschien. Die kolorierte Fassung wurde 1946 vollständig neu gefasst und 1975 erneut überarbeitet.
Der Band war nicht das erste Abenteuer von Tim und Struppi, auch wenn es heute als Nummer 1 veröffentlicht wird. Tim im Lande der Sowjets (1929; Nummer 0) erschien vorher, wurde aber zuerst nicht – wie alle anderen Alben – in Farbe neu aufgelegt.

## Handlung
Tim und Struppi reisen gemeinsam nach Belgisch Kongo. Nach einigen Vorfällen auf der Hinreise erreichen sie ihr Reiseziel, wo sie gemeinsam mit dem einheimischen Jungen Coco in einem Mietwagen auf Jagd gehen. Nach der Rettung Struppis vor einem Krokodil wird ihnen das Fahrzeug von einem Weißen entwendet. Ihnen gelingt es, den Wagen wieder zu bekommen, doch der Dieb, welchen sie vorher festgesetzt hatten, kann in der folgenden Nacht fliehen.
Später besuchen Tim, Struppi und Coco ein Einheimischendorf. Tim wird weiterhin von dem Weißen verfolgt, welcher sich auch mit einem Medizinmann verbündet. Gemeinsam versuchen sie mehrfach, Tim umzubringen. Noch bleibt sowohl für Tim als auch für die Leserschaft offen, weshalb der Weiße Tim nachstellt. Bei einem erneuten Versuch, ihn umzubringen, wird Tim von einem weißen Missionar gerettet, der ihn mit in seine Missionsstation nimmt, wo Tim jedoch weiterhin den Angriffen des Weißen ausgesetzt ist. In einem finalen Kampf zwischen den beiden wird der Weiße von Krokodilen verspeist, obwohl Tim dies eigentlich nicht beabsichtigt hatte.
In den Habseligkeiten des Weißen findet Tim einen Brief des Mafiabosses Al Capone, der einen Diamanten-Schmugglerring im Kongo anführt. Al Capone hatte den Weißen auf Tim angesetzt, weil er irrtümlicherweise angenommen hatte, dieser wäre nach Afrika gereist, um gegen den Schmugglerring zu ermitteln. Tim deckt in der Folge den Schmugglerring auf und die Bande wird gefasst. Letztendlich können Tim und Struppi doch noch ihre Freizeit in Afrika genießen. Bei ihrer Abreise muss sich Tim ein weiteres Mal mit einem Leoparden auseinandersetzten, weshalb auch die Träger seiner Sänfte fliehen. Tim geht zu Fuß weiter und schafft es, Giraffen zu filmen und einen Kaffernbüffel zu erlegen. Als sie von einer galoppierenden Büffelherde beinahe zertrampelt werden, rettet sie ein Flugzeug, das sie zurück nach Europa nimmt, wo sie sich für ihre nächste Reise nach Amerika vorbereiten.

## Fassungen
Für die neu gezeichnete und kolorierte Ausgabe von 1946 wurde der Umfang stark reduziert, von ursprünglich 112 auf noch 62 Seiten. Hergé entfernte alle Erwähnungen von Belgien und Verweise auf die Kolonialherrschaft aus der vereinfachten Geschichte. Dies sollte auch dazu dienen, das Album attraktiver für ein internationales Publikum zu machen. Die Figuren Schulze und Schultze erscheinen in der Fassung von 1946 gleich im ersten Bild des Albums, hatten aber ihren Erstauftritt nicht in dieser Geschichte – Hergé hatte sie in dieser „Statistenrolle“ nachträglich eingefügt, wie auch sich selbst als einen der Reporter, die Tim am Bahnhof verabschieden. Direkt hinter ihm steht Edgar Pierre Jacobs, der damals beim Kolorieren der ersten Abenteuer half.
Zur Vorbereitung der skandinavischen Ausgaben dieses Bandes Mitte der 1970er Jahre entschärfte Hergé eine Szene, in der Tim ein Nashorn mit einer Stange Dynamit zu erlegen versucht, um eine Jagdtrophäe zu ergattern, wobei das Tier in Stücke zerfetzt wird. In der neuen Fassung nähert sich das Nashorn dem unter einem Baum schlafenden Tim und bringt sein Gewehr zu Fall. Es löst sich ein Schuss, der Tims Tropenhelm durchbohrt, und das Nashorn flüchtet unverletzt. Auf dieser Version basiert auch die deutsche Fassung, die der Carlsen Verlag 1976 veröffentlichte.

## Rezeption
Tim im Kongo war zunächst ein Publikumserfolg, geriet aber ab den 1950er Jahren im Zuge der Dekolonisation Afrikas zunehmend in die Kritik. Hergé wurden rassistische, kolonialistische und gewaltverherrlichende Darstellungen vorgeworfen. Die afrikanischen Einheimischen, die untereinander in geradebrechtem Französisch sprechen, werden als sehr naiv und kindlich dargestellt. Auch die Gewalt gegenüber Tieren wurde kritisiert, zum Beispiel tötet Tim einen Elefanten, um sich dessen Elfenbein anzueignen, und beteiligt sich wie selbstverständlich an der damals unter den Kolonialherren beliebten Großwildjagd. Seit Beginn der 1960er Jahre wurde der Band zunächst, obwohl er nicht verboten war, nicht mehr nachgedruckt. Konfrontiert mit dem Vorwurf des Rassismus sagte Hergé in einem Interview mit Numa Sadoul, dass er damals wie bei Tim im Lande der Sowjets „voller Vorurteile, die aus dem bürgerlichen Milieu stammten, in dem ich verkehrte“ gewesen sei. Ab Mai 1970 war der Band in Belgien und Frankreich wieder erhältlich.
Benoît Peeters kritisierte, dass Hergé mit der farbigen Fassung von 1946 eine „unwahrhaftig zeitlose“ Version geschaffen habe. Die originale Version von 1931 sei ein klares Dokument ihrer Zeit und des Milieus, in dem sich Hergé entwickelte. Die geglättete Farbfassung hingegen scheine zu „schweben“ und wenn sie verstöre, dann dadurch, dass sie alterslos scheine und den Eindruck erwecke, dass weder Kolonisation noch Dekolonisation jemals stattgefunden hätten. Michael Farr kam zum Schluss, dass Tim nach diesen ersten Episoden „mit Sicherheit in Vergessenheit geraten“ wäre, wenn die Serie nicht fortgesetzt worden wäre.
In den frühen 1970ern wurde die Geschichte in einem Magazin im damaligen Zaire, dem früheren Belgisch-Kongo, veröffentlicht. Der kongolesische Herausgeber schrieb in seiner Einleitung, dass die Weißen, die die Verbreitung von Tim im Kongo gestoppt hatten, nicht verstanden hätten, dass die karikierende Darstellung der Kongolesen für diese ein Grund zu Gelächter darüber sei, dass der „weiße Mann“ sie so sehe. Michael Farr führt es auf diese Veröffentlichung zurück, dass der Band in den europäischen und weltweiten Buchhandel zurückkehren konnte, und bezeichnet ihn als das präsenteste aller Abenteuer von Tim und Struppi in Afrika.
Da die rassistischen Darstellungen auch in den überarbeiteten Fassungen weitgehend erhalten geblieben waren, wurde die Farbausgabe von Tim im Kongo in den Vereinigten Staaten und in Großbritannien erst 2005 bei Egmont veröffentlicht und dort auch mit einem speziellen Vorwort, das den historischen Kontext der Entstehung erläutert. 2007 stellte die britische Commission for Racial Equality fest, das Album enthalte widerliche Rassenvorurteile. Die darin dargestellten Afrikaner „sehen aus wie Affen und sprechen wie geistig Behinderte“ (englisch look like monkeys and talk like imbeciles.). Sie empfahl daher allen britischen Buchhandlungen, das Album nicht mehr anzubieten.
Der Übersetzer und Sprachwissenschaftler Terry Bradford thematisiert anhand der englischen Übersetzungen das generelle Problem der Übersetzung solcher Texte. Die schwarzen Kongolesen im Comic sprechen ein radebrechendes, kindliches Französisch, das von Zeitgenossen mühelos als petit nègre, eine in französischsprachigen Kolonialreichen verwendete Pidgin-Sprache, erkennbar war. Weiße Figuren sprechen hingegen makelloses Französisch, unabhängig davon, ob sie aus einem französischsprachigen Land stammen. Es sei möglich, diese klar rassistisch herabsetzende Sprache so zu übersetzen, dass diese Komponente erhalten bliebe. Das wäre etwa angemessen bei historisch-kritischen Editionen. Soll hingegen einfach ein Comic, für Kinder als Zielgruppe, herausgegeben werden, würden damit die zeitgenössischen Rassismen schlicht an eine neue Generation weitergegeben. Aber bei dem Versuch, sprachlich zu entschärfen und zu glätten, ginge jeder Kontext und das Spezifische des Ursprungswerks verloren. Bradford meint, dass neue Übersetzungen nur gerechtfertigt seien, wenn klare Zielgruppen definiert würden, die damit angesprochen werden sollen.
2013 sagte der Verlagsverantwortliche beim Carlsen Verlag der Zeitung Neues Deutschland, die belgischen Rechteinhaber verböten es Carlsen, ein Vorwort oder sonst eine Erklärung des kolonialistischen Hintergrundes des Comics ins Heft aufzunehmen. Im Vereinigten Königreich sei dies nur aufgrund des erheblichen öffentlichen Drucks möglich geworden.

## Hörspiel
Die Geschichte wurde 1987 von Ariola Express als Hörspiel herausgebracht. Die naive Darstellung der kongolesischen Einwohner wurde nicht übernommen, ebenso wenig die Großwildjagdszenen. So stirbt der Elefant an Altersschwäche und Tim wird vom Geistlichen gebeten, für ihn das Elfenbein aus dem Busch zu besorgen. Für Tim spricht Lutz Schnell, für Struppi, der auch hier als Erzähler auftritt, Wolfgang Buresch.